# 蕭隆
永陽王蕭隆，南朝梁永陽昭王萧敷之孫，永陽恭王萧伯游之子。
天監五年（506年），永陽嗣王萧伯游去世，年僅二十三歲。幼子蕭隆後襲封永陽蕃王，受到祖母永陽太太妃王氏的親自訓導，其餘事跡不詳。
普通四年（523年）左右，為禍建康城百姓、被稱為“董世子”的董當門之子董暹因與蕭隆之妃王氏通姦而被梁武帝誅殺。